# Arcadi Gaydamak
Ne doit pas être confondu avec Alexandre Gaydamak.
Arcadi Gaydamak (en en russe : Аркадий Александрович Гайдамак, Arkadi Aleksandrovitch Gaïdamak ; en hébreu : ארקדי גאידמק) est un homme d'affaires et milliardaire russo-franco-israélien, né le 8 avril 1952 à Moscou.
Il fait fortune dans les années 1980-1990. Sa fortune est estimée en 2007 à un montant entre 700 millions et deux milliards de dollars. À la suite de différentes affaires judiciaires, dont le procès de l'affaire des ventes d'armes à l'Angola en France, mais aussi en Suisse et en Israël, ainsi qu'à de mauvais investissements et la crise financière mondiale en 2008, sa fortune aurait fortement baissé, étant estimée à environ 400 millions de dollars.

## Biographie

### Origines et vie personnelle
Né dans une famille juive, il est le fils d'un administrateur d'hôpital. Après une enfance passée dans la banlieue de Moscou, et sans avoir suivi d'études supérieures dans sa jeunesse, Arcadi Gaydamak est gardien de nuit à l'agence de presse RIA Novosti, ce qui lui donne envie de découvrir la France, ayant dévoré les collections de Paris Match. Ses supérieurs des Jeunesses communistes lui ayant fait comprendre que sa judéité lui interdirait toute promotion, il reçoit un visa pour intégrer un kibboutz en Israël. Brièvement matelot, il s'échappe via un cargo pour arriver à Marseille en 1972. Il effectue de nombreux petits métiers à Paris. Il en est expulsé car étant sans-papiers. Il s'installe alors à Rome, avec sa future femme, Irina Tsiroulnikova, une étudiante en médecine russe.
Il est le père d'Alexandre Gaydamak, également homme d'affaires.

### Ascension dans les années 1980-1990, entre la France et la Russie
Il devint, dans les années précédant la chute du mur de Berlin, interprète auprès de personnalités soviétiques, se constituant ainsi un premier réseau de relations qu'il mettra à profit quand il débutera dans les affaires, à la fin des années 1980, auprès de grands groupes industriels. Correspondant du KGB, il entre aussi en contact régulier avec la DST, où il devint proche de Raymond Nart, le no 2 de cette structure de renseignement français. En effet, la DST était désireuse d'approfondir ses informations sur la nomenklatura soviétique. Cette activité de renseignement favorisa sa connaissance du milieu des affaires internationales. Parallèlement, il prend l'attache du FSB, puis des services secrets israéliens du Mossad. Ces divers contacts lui permirent alors de transformer son modeste bureau de traduction en véritable affaire lucrative. À cette fin, il crée la SOTRADOC en association avec Olivier Dassault, fils de Serge Dassault, à Neuilly-sur-Seine. Après une année d'activité en France, il achète un appartement à Paris dans le 17e arrondissement, alors que son bureau de traduction est installé 50 avenue des Champs-Élysées,.
Sa fortune grandissante peut s'expliquer par la chute du mur de Berlin, les apparatchiks russes profitant de la libéralisation économique pour racheter à faible coût des pans entiers de l'économie du pays. Ces nouveaux milliardaires ont besoin de contacts pour investir leur nouveau patrimoine à l'Ouest. Arcadi Gaydamak est un de ces discrets mais précieux relais. Il devint ainsi ami de l'oligarque Mikhaïl Khodorkovski et obtient le soutien dans ses affaires de la banque russe Menatep.
Sous la présidence Boris Eltsine, il profite de l'ouverture du marché en Russie pour réaliser à son compte des opérations financières. Ainsi, Arcadi Gaydamak acquiert une petite banque commerciale, la Moskva Bank, qui se positionne ensuite sur le marché des devises, par des opérations spéculatives. Il devient aussi administrateur de la banque Russysky Kredit, qui est chargée de réaliser de grands flux financiers de provenance opaque.
Durant les années 1990, il organise quelques repas d'affaires où l'on pouvait côtoyer l'ambassadeur de Russie, divers parlementaires russes et Jacques Attali, alors président de la BERD. Comme beaucoup de nouveaux millionnaires russes, il diversifie ses investissements dans la sphère médiatique russe en faisant l'acquisition du groupe de presse libéral Les Nouvelles de Moscou, dirigé par son associé Alexei Linstkj.
Installé depuis les années 1980 dans un somptueux appartement de 600 m2, avenue Foch à Paris, Arcadi Gaydamak est devenu un florissant intermédiaire. Gilles-William Goldnadel, son avocat lors du procès dit de l'« Angolagate », a déclaré : « Si j'ai bien compris, on reproche à mon client d'être immensément riche, et sur ce point on n'a pas tort »[source insuffisante]. Arcadi Gaydamak possède la double nationalité franco-israélienne ainsi que des passeports diplomatiques angolais et canadien.

### Affaire des ventes d'armes vers l'Angola

#### Contexte
Dans les années 1990, le président angolais José Eduardo dos Santos a besoin d'armes pour mater une rébellion dans son pays. Alors que le gouvernement français ne fait rien officiellement, il ferme cependant les yeux sur le lancement d'une initiative privée : Arcadi Gaydamak et l'homme d'affaires Pierre Falcone (proche de Jean-Christophe Mitterrand) s'associent pour envoyer des armes en Angola, glanées en ex-URSS, pour un montant de 790 millions de dollars.
Il aurait aussi joué un rôle dans la libération d'otages français en Bosnie en 1995 et en Russie en 1998 et a reçu l'ordre national du Mérite de Jean-Charles Marchiani, élu du RPF lié à Charles Pasqua, sur le contingent de la présidence de la République. Il sera par la suite suspecté de trafic d'influence : la médaille lui aurait été attribuée pour racheter sa réputation, en l'échange d'un financement d'une possible future campagne présidentielle de Charles Pasqua. Il a écrit un livre sur les différentes affaires qui le visent Le Revers de la médaille (Fayard, 2000).
Arcadi Gaydamak affirme pour sa part disposer de « preuves matérielles » démontrant que le président de l'époque Jacques Chirac aurait « donné des ordres pour créer de toutes pièces l'Angolagate ». L'objectif de cette manœuvre aurait été de « ternir la réputation de Charles Pasqua », dont il est un proche.
En 2008, Paul-Loup Sulitzer publie un thriller, Le Roi Rouge, largement inspiré d'Arcadi Gaydamak et de l'affaire des ventes d'armes à l'Angola, dans laquelle l'écrivain a été cité.

#### Procès
Le procès dit de l'Angolagate a lieu entre octobre 2008 et mars 2009 au palais de justice de Paris. 42 prévenus sont impliqués dans cette affaire, notamment Pierre Falcone (relaxé en appel), Jacques Attali, Charles Pasqua, Paul-Loup Sulitzer, Jean-Christophe Mitterrand et Jean-Charles Marchiani. Arcadi Gaydamak ne s'est pas présenté à l'audience. Par jugement du tribunal correctionnel de Paris le 27 octobre 2009, il est condamné à six ans de prison ferme pour « vente illicite d'armes », « abus de biens sociaux », « fraude fiscale », « trafic d'influence actif » et « blanchiment d'argent ». Réfugié en Russie et en Israël, il est alors visé par plusieurs mandats d'arrêts internationaux délivrés par le juge Philippe Courroye.
Par un arrêt en date du 29 avril 2011, il est relaxé des délits de commerce illicite d'armes et de trafic d'influence par la cour d'appel de Paris, mais reste condamné à trois ans de prison et à 375 000 euros d'amende pour sa déclaration fiscale de l'année 1994 et pour blanchiment d'argent,,.
Arcadi Gaydamak se constitue partie civile le 17 septembre 2009 dans l'affaire Clearstream 2.

### Installation en Israël

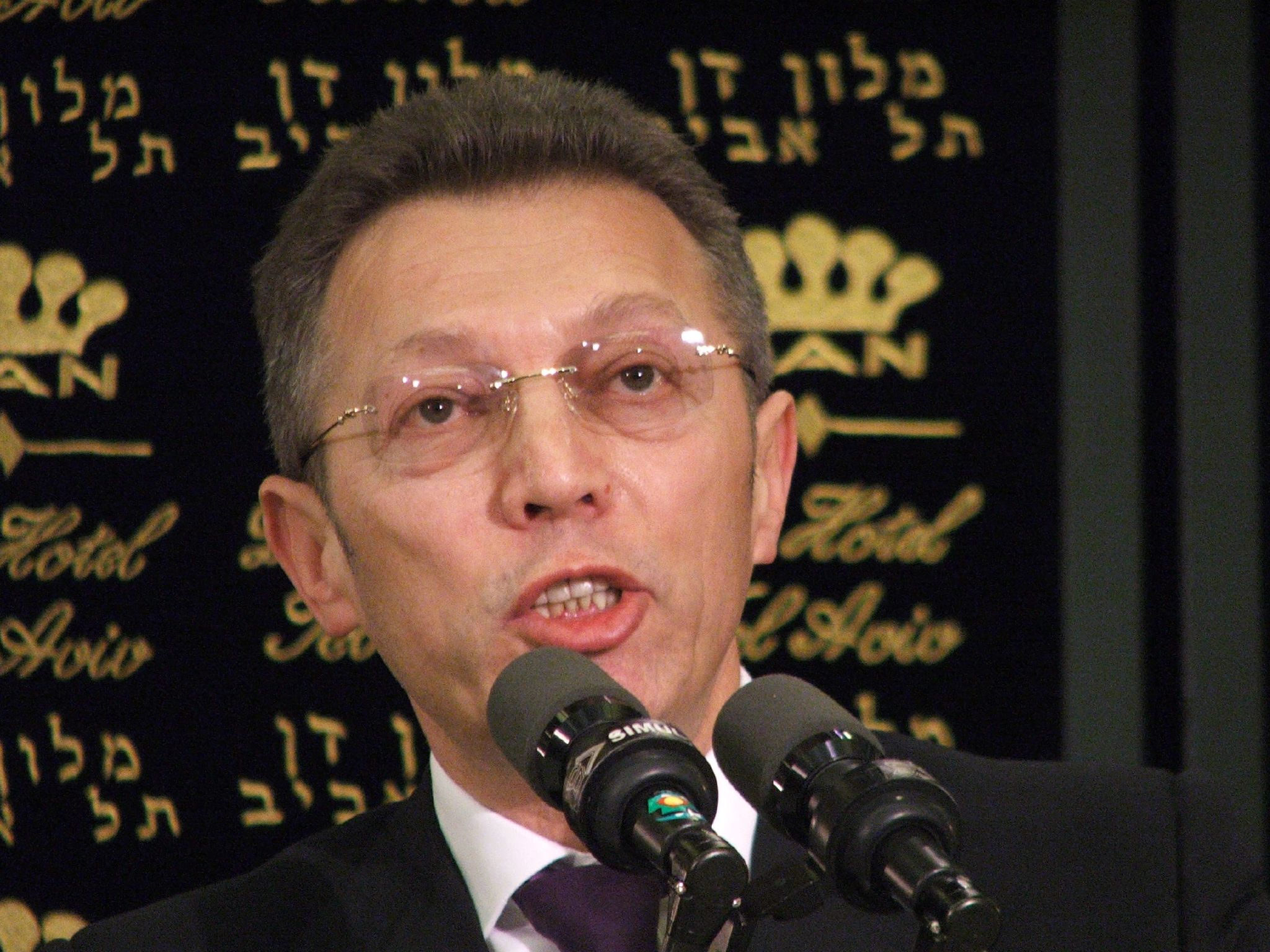
Arcadi Gaydamak en 2007.

Arcadi Gaydamak s'installe dans un palais de marbre à Césarée, échappant aux procédures d'Interpol qui le visent. Le 10 juillet 2005, il annonce qu'il devient le sponsor officiel de l'équipe de basket-ball israélienne Hapoël Jérusalem. Un mois plus tard, il donne 400 000 dollars au club de football de Bnei Sakhnin avant d'acquérir en août 2005 le Beitar Jérusalem Football Club, via une caution bancaire de 11 millions d'euros.
Il dirige aussi plusieurs associations juives de bienfaisance et est le président du Congrès des organisations et associations religieuses juives de Russie, doyenne des organisations de défense des Juifs religieux en Russie. En outre, il finance l'Agence juive qui aide au retour en Israël les Juifs d'autres pays par un don de 10 millions de dollars. Il avouera cependant plus tard qu'il s'est inventé une carrière de philanthrope pour cacher l'origine délictueuse de son argent, qui transite alors par la fondation Dorset, immatriculée au Panama, un faux organisme de charité.
Le 14 mars 2006, Arcadi Gaydamak annonce sa reprise du quotidien français France-Soir, par l'intermédiaire de sa société Moscow News. Le 28 mars 2006, l'homme d'affaires franco-égyptien Raymond Lakah, propriétaire de Montaigne Press, la holding qui détient France-Soir, rend public un accord avec Moscow News pour la reprise du quotidien et la poursuite de sa parution. Finalement, c'est un autre projet qui est choisi.
En juin 2007, il affirme avoir l'intention de devenir actionnaire majoritaire de la chaîne de supermarchés Tiv Ta'am, le principal fournisseur de produits non kasher en Israël, et de rendre ces magasins kasher. Ce rachat échoue quelques jours plus tard en raison de l'impossibilité de rompre le contrat entre Tiv Ta'am et son fournisseur Mizra sur la vente de produits non kasher, à laquelle s'ajoute le refus de Kobi Tribitch et Amit Berger, les propriétaires, de réduire le prix de vente de leur entreprise. Il devient néanmoins l'actionnaire principal de la société d'investissement immobilier OCIF à Tel Aviv-Jaffa.

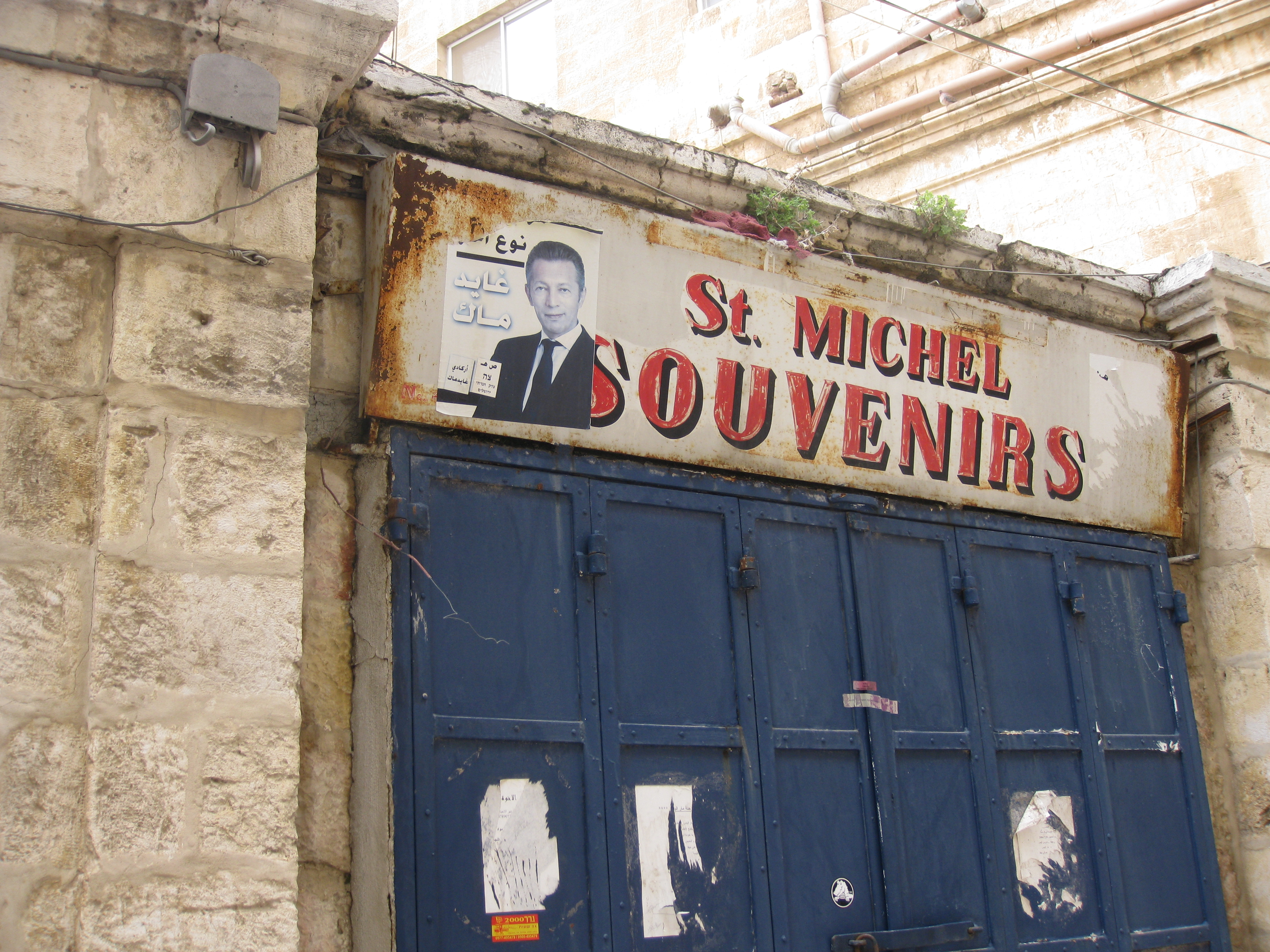
Affiche électorale lors des élections municipales de Jérusalem en 2008 dans le quartier chrétien.

En juillet de la même année, il se lance en politique et créé le parti Justice sociale. Il devient ainsi candidat à la mairie de Jérusalem. Cette élection n'est selon lui « qu'une formalité administrative ». Il tente d'obtenir les faveurs des électeurs, notamment en organisant diverses opérations pour des familles israéliennes soumises au tir de roquettes palestiniennes : hébergement dans des hôtels, camps de vacances à Nitzanim au sud de Tel Aviv, aides à des associations familiales… Toutes ces opérations sont payées avant les élections par des distributions de plusieurs millions de dollars. Il fait aussi construire des synagogues et des hôpitaux, ce qui lui assure une certaine popularité mais lui coûte beaucoup d'argent. Néanmoins, le 11 novembre 2008, il obtient seulement 3,6 % des voix, derrière le vainqueur Nir Barkat (52 %) et Meir Porush (43 %) et ne réussit pas à entrer au conseil municipal.
Il est ensuite accusé par les autorités judiciaires israéliennes de blanchiment d'argent et d'infractions au droit bancaire pour ses activités au sein d'une des principales banques de Jérusalem : la Bank Hapoalim (sommes en jeu dans cette affaire de plusieurs millions de dollars).

### Retour en Russie et arrestation
Le 19 décembre 2008, il quitte Israël à bord de son jet privé, après avoir versé une caution de plus de deux millions de shekels exigée par la justice israélienne pour l'autoriser à quitter le pays. Il aurait mis en vente une partie de son patrimoine. Arcadi Gaydamak serait alors en butte à des difficultés financières et souhaiterait vendre tous ses biens dans l'État hébreu,. Il s'établit ensuite en Russie.
Arrêté fin novembre 2013 à Zurich, il est initialement détenu à Genève, où le procureur Dario Zanni a retenu la plainte de Luis Fernandez, alors manager général du Beitar Jérusalem Football Club en 2005, qui affirme ne jamais avoir reçu ses émoluments de 400 000 euros, lesquels devaient transiter par la Suisse.
Le 24 novembre 2015, il se rend en France et se constitue prisonnier avant d'être transféré à la prison de Fleury-Mérogis pour y purger sa peine décidée en 2011,. Le 7 mars 2016, il bénéfice d'une libération conditionnelle.
Ce retour en France et son choix de se livrer aux autorités visait en partie à régler un contentieux vieux de plusieurs années, lié à une propriété de la Côte d'Azur : en réglant sa dette vis-à-vis de la justice française, il pouvait ainsi de nouveau lancer des procédures judiciaires afin de récupérer une partie de son ancienne fortune. En 1997, il avait en effet acheté la propriété de l'Islette au Cap d'Antibes. Elle comprend une villa construite en 1989 par le promoteur Christian Pellerin et revendue au début des années 1990 au patron de boucherie Gilbert Salomon, qui avait écoulé en Russie avec Arcadi Gaydamak des bovins déclarés impropres à la consommation en France en raison de la crise de la vache folle. Gilbert Salomon cède ensuite la villa à un prix d'ami à Arcadi Gaydamak, soit pour 10 millions d'euros. Alors que celui-ci est en butte à divers problèmes judiciaires, la villa est rasée en 2002 par décision de justice, à cause d'un énorme dépassement de permis de construire effectué par Christian Pellerin lors de la construction du bâtiment. En 2008, l'oligarque russe Suleyman Kerimov lui verse un acompte de 16 millions de dollars pour racheter le terrain, se ravise finalement mais lui confie que Roman Abramovitch, oligarque lui aussi, serait intéressé. Ce dernier convertit finalement l'acompte du premier mais assignera Arcadi Gaydamak en justice en 2016 pour exiger son remboursement, l'opération n'ayant finalement pas été conclue. Arcadi Gaydamak mène alors plusieurs actions judiciaires afin de pouvoir rembourser ses prêts. Il attaque ainsi Joëlle Marmanela, ex-gestionnaire de la villa et de ses avoirs au Luxembourg, l'accusant d'avoir détourné sa fortune. Plusieurs procédures dans le Grand-Duché sont cependant rejetées les unes après les autres. Il s'investit depuis pour récupérer le terrain de l'Islette, dont il ne serait légalement plus propriétaire à la suite de montages financiers complexes montés lors de son acquisition.